# Whirring
«Whrring» —en español: «Zumbido»— es una canción de la banda de rock alternativo galesa The Joy Formidable. Escrito por la banda, que fue lanzado originalmente en el miniálbum debut de la banda A Balloon Called Moaning en 2009 antes de ser relanzado el álbum debut de la banda The Big Roar en 2011.

## Recepción
Pitchfork Media clasificada como la canción #68 en su lista de las 100 mejores canciones de 2011, con el autor la escritura Amy Phillips: «The Joy Formidable no son cabeza de cartel de los estadios de fútbol del todo todavía, pero no lo sabría de escuchar «Whirring». hay una fiebre aeróbica de una canción que se acumula con el tipo de explosivo coro alt-rock que han volado el techo de alrededor de 120 Minutes desde 1995, que es el tipo de cosa que le consigue bombeado para funcionar en una colina empinada, levantar objetos pesados, o derrotar carrera presidencial de Bob Dole».

## Video musical
El vídeo de la música original de «Whirring», dirigido por Dain Bedford, fue lanzado en 2009 y fue filmado en Gales del Norte. Un segundo video musical, dirigido por Christopher Mills, fue lanzado el 8 de marzo de 2011 en el sitio web de MTV. La versión 2011 es un video musical surrealista con la banda de la exploración de una casa llena de gatos y les descendiendo más y más a través de las capas de la casa.
El video musical de 2011 fue el primer video del aire en el primer episodio de 120 Minutes with Matt Pinfield.

## En la cultura popular
Un sample de «Whirring» fue utilizado para la canción The Lonely Island, «Y.O.L.O. (You Only Live Once)», que se transmite en SNL Digital Short el 26 de enero de 2013.

## Lista de canciones
Todas las canciones escritas por Ritzy Bryan y Rhydian Dafydd.
Vinilo de 7" (2009), Edición limitada
1. «Whirring» - 2:37
2. «Chwyrlio» - 3:52

Exclusiva de Record Store Day (Estados Unidos) (2011)
1. «Whirring» - 3:17
2. «Chwyrlio» - 4:09

## Posicionamiento en listas
| Listas (2011)                    | Mejor posición |
| -------------------------------- | -------------- |
| US Alternative Songs (Billboard) | 7              |
| US Rock Songs (Billboard)        | 21             |